# Sanguisorba hybrida
Sanguisorba hybrida är en rosväxtart som först beskrevs av Carl von Linné, och fick sitt nu gällande namn av Font Quer. Sanguisorba hybrida ingår i släktet storpimpineller, och familjen rosväxter. Inga underarter finns listade i Catalogue of Life.